# Lilla Blackevattnet
Lilla Blackevattnet är en sjö i Lilla Edets kommun i Bohuslän och ingår i Göta älvs huvudavrinningsområde.